# 芳心
《芳心》是台灣歌手萬芳的第七張專輯，首張精選專輯，在1994年11月於香港推出，目的是讓香港人認識她。專輯收錄了她前五張國語專輯的著名曲目，包括《新不了情》、《我記得你眼裡的依戀》、《試着了解》等等，另本專輯特别收錄一首新歌——《新不了情（粵語版）》。

## 曲目
| 曲序 | 曲名               | 曲         | 詞     | 編曲   | 附註                                                                   |
| 01   | 新不了情           | 鮑比達     | 黃鬱   | 鮑比達 | 電影《新不了情》主題曲 粵語版為《新不了情》 選自《斷線》專輯           |
| 02   | 猜心               | 張宇       | 十一郎 | 盧志銘 | 中視電視劇《再世情緣》插曲 粵語版為王菲《如風》 選自《真情》專輯       |
| 03   | 習慣寂寞           | 陸泓宇     | 陸泓宇 | 丹尼   | 選自《真情》專輯                                                       |
| 04   | 試着了解           | 美木 Super | 姚謙   | 盧志銘 | 選自《貼心》專輯                                                       |
| 05   | 多事的秋           | 李宗盛     | 李宗盛 | 李正帆 | 選自《貼心》專輯                                                       |
| 06   | 半袖               | 上田知華   | 姚若龍 | 洪敬堯 | 選自《放心》專輯                                                       |
| 07   | 我記得你眼裡的依戀 | 剛澤斌     | 姚若龍 | 張乃仁 | 中視電視劇《再世情緣》主題曲 粵語版為《甘心再生一世》 選自《真情》專輯 |
| 08   | 桂花釀             | 張宇       | 十一郎 | 丹尼   | 選自《真情》專輯                                                       |
| 09   | 碧海情天           | 李宗盛     | 廖瑩如 | 張乃仁 | 台視電視劇《碧海情天》片尾曲 選自《放心》專輯                          |
| 10   | 戀你               | 中島美雪   | 何啟弘 | 張乃仁 | 選自《貼心》專輯                                                       |
| 11   | 背影               | 侯德健     | 侯德建 | 鄭貴和 | 男聲：孫建平 選自《時間依然繼續在走》專輯                              |
| 12   | 新不了情（粵語版） | 鮑比達     | 林夕   | 鮑比達 | 新歌 電影《新不了情》主題曲 國語版為《新不了情》                       |

## 唱片版本
- CD版
- 錄音帶版